# Scharnstein
Scharnstein är en ort och kommun i Österrike. Den ligger i distriktet Gmunden i förbundslandet Oberösterreich, 180 km väster om huvudstaden Wien. 
Kommunen består av fyra orter (Ortschaften) (inom parentes invånarantal 1 januari 2024):
- Dorf (669)
- Mühldorf (1 589)
- Scharnstein (1 370)
- Viechtwang (1 308)